# Альмендарис, Пейдж
Пейдж Ноэль Альмендарис (англ. Paige Noel Almendariz; род. 19 октября 1997 года, Сакраменто (Калифорния)) — американская футболистка, защитник клуба «Брага».

## Биография
Пейдж Ноэль Альмендарис родилась в Сакраменто, Калифорния Дочь Джой Альмендарис. Имеет старшую сестру Бритни, сестру-близнеца Мэйси и двух младших сестёр, Грету и Коллетт. Бритни и Мэйси — профессиональные танцовщицы балета Сакраменто. Опытная балерина, обучалась в балетной труппе Крокетт-Дин с 2011 по 2016 год. Получила множество стипендий от профессиональных балетных трупп и университетов. В 2006 году увлеклась футболом. С 2016 закончила с балетом и выступала за университет Невады, а после выпуска молодую американку пригласили в Португалию — в «Брагу» (вместе с подругой Махаэлой Джордж). В 2018 году Пейдж нашла свою любовь — Роба Холдинга.

## Достижения
Кубок лиги
- Обладатель: 2021/22

## Клубная статистика
| Выступление      | Выступление         | Выступление      | Лига | Лига | Кубки | Кубки | Итого | Итого |
| Клуб             | Лига                | Сезон            | Игры | Голы | Игры  | Голы  | Игры  | Голы  |
| ---------------- | ------------------- | ---------------- | ---- | ---- | ----- | ----- | ----- | ----- |
| Калифорния шторм | WPSL                | 2018             | 2    | 0    | —     | —     | 2     | 0     |
| Калифорния шторм | WPSL                | 2019             | 6    | 0    | —     | —     | 6     | 0     |
| Калифорния шторм | Итого               | Итого            | 8    | 0    | —     | —     | 8     | 0     |
| Вилаверденсе     | II Divisão          | 2020/21          | 7    | 1    | —     | —     | 7     | 1     |
| Вилаверденсе     | Итого               | Итого            | 7    | 1    | —     | —     | 7     | 1     |
| Брага            | Campeonato Nacional | 2021/22          | 4    | 1    | —     | —     | 4     | 1     |
| Брага            | Campeonato Nacional | 2022/23          | 10   | 1    | 6     | 0     | 16    | 1     |
| Брага            | Итого               | Итого            | 14   | 2    | 6     | 0     | 20    | 2     |
| Всего за карьеру | Всего за карьеру    | Всего за карьеру | 29   | 3    | 6     | 0     | 35    | 3     |